# Dasarahalli, Hadagalli
Dasarahalli là một làng thuộc tehsil Hadagalli, huyện Bellary, bang Karnataka, Ấn Độ.